# Аничков, Николай Мильевич
Никола́й Ми́льевич Ани́чков (род. 2 июня 1941, Ленинград) — российский учёный, патологоанатом, профессор, член-корреспондент РАН, заслуженный деятель науки Российской Федерации, лауреат премии Правительства РФ, почётный доктор Северо-Западного государственного медицинского университета им. И. И. Мечникова.

## Биография
Родился 2 июня 1941 года в Ленинграде в семье врача за 20 дней до начала Великой Отечественной войны. Отец Николая Мильевича Милий Николаевич Аничков — видный военный хирург, профессор, а его дед Н. Н. Аничков — крупный патолог, академик АН и АМН СССР, президент АМН СССР (1946—1953), генерал-лейтенант медицинской службы, лауреат Сталинской премии. Н. М. Аничков в раннем детстве пережил блокаду Ленинграда. В 1965 году окончил 1-й Ленинградский медицинский институт имени академика И. П. Павлова по специальности «лечебное дело». После окончания очной аспирантуры в 1970 году работал младшим научным сотрудником в отделе патологической анатомии НИИ экспериментальной медицины АМН СССР. Позже в течение трёх лет был старшим научным сотрудником лаборатории патоморфологии НИИ хирургического туберкулёза МЗ РСФСР. В 1972 году защитил кандидатскую диссертацию на тему «Морфогенез экспериментального псевдотуберкулёза».
С 1974 по 2011 год Н. М. Аничков работал в Санкт-Петербургской государственной медицинской академии им. И. И. Мечникова (СПбГМА). В 1982 году, будучи доцентом кафедры патологической анатомии, защитил докторскую диссертацию на тему «Опухоли уротелия мочевого пузыря, мочеточников и почечных лоханок». Получив звание профессора, стал в 1984 году заведующим этой же кафедрой. В 1985—1987 годах работал деканом лечебного факультета своего вуза. В 2011 году приказом Министерства здравоохранения и социального развития Российской Федерации СПбГМА и Санкт-Петербургская медицинская академия последипломного образования были слиты с последующим образованием нового вуза — Северо-Западного государственного медицинского университета имени И. И. Мечникова. В 2012 году Н. М. Аничков был избран заведующим объединённой кафедрой патологической анатомии университета. Он работал в своём вузе более 45 лет, из которых около 36 лет руководил названной кафедрой.
В октябре 2019 года перешёл в Санкт-Петербургский государственный педиатрический медицинский университет и был избран на должность профессора кафедры патологической анатомии с курсом судебной медицины.

## Научная деятельность
К концу 2018 года опубликовал более 340 научных трудов, в том числе 8 монографий (в соавт.), 7 сборников научных трудов, 2 учебника для медицинских вузов России (один из них в трёх изданиях, в соавт.), 1 атлас для врачей (в соавт.), 6 руководств для медицинских вузов (в соавт.), более 30 статей в журналах США и Евросоюза. Под его научным руководством и при его научной консультации выполнено 8 докторских и 24 кандидатских диссертаций. Главные направления научных работ: верификация маркеров малигнизации и тканевой специфичности опухолей, изучение патогенеза метастазирования и роли лимфангионов в этом процессе, усовершенствование морфологических классификаций опухолей, исследование нейро-эндокринных дифферонов в норме и при опухолевом росте. Изучалась также патологическая анатомия: псевдотуберкулёза, пищевода Барретта, целиакии, глаукомы, гастритов и дуоденитов. Более 20 публикаций посвящены истории патологии.
В 2002 году избран членом-корреспондентом РАМН, стал заслуженным деятелем науки Российской Федерации, был назначен главным патологоанатомом в Северо-Западном федеральном округе (2002—2016). В 2006 году избран вице-президентом Российского общества патологов (2006—2017). В 1989—1993 годах состоял членом исполкома Европейского общества патологов. В течение ряда лет состоял членом Российского и Британского отделений Международной академии патологии (МАП, Вашингтон), в 1996—2003 годах являлся президентом Российского отделения МАП (организованного по его инициативе в 1992 году). В качестве лауреата различных зарубежных грантов работал во многих крупных институтах патологии за границей. В 1993 году в Инсбруке награждён дипломом конкурса диагностов-патологов «Expert-Quiz». Кроме того, является членом правления Санкт-Петербургского общества патологоанатомов, почётным членом Итальянского медико-биологического общества, членом редколлегий ряда профессиональных журналов: «Архив патологии», «Патологiя» (Украина), «Клиническая и экспериментальная патология» (2011—2017), «Pathology: Research and Practice» (1989—1996), «Системный анализ и управление в биомедицинских системах» (2004—2006), «Профилактическая и клиническая медицина» (2007—2011).
В 2013—2015 годах был председателем диссертационного совета Д 208.086.06, который принимал для защиты кандидатские и докторские диссертации по патологической анатомии (14.03.02), дерматовенерологии (14.01.10) и микологии (03.02.12). Согласно Реестру ведущих научных и научно-педагогических школ Санкт-Петербурга, утверждённому 13 декабря 2013 года распоряжением № 99 Комитета по науке и высшей школе, он был признан главой научной и научно-педагогической школы в области структурно-функциональной организации, патофизиологии и патоморфологии человека и животных.
С 2013 года после объединения академий Н. М. Аничков — член-корреспондент Российской академии наук (РАН). По распоряжению Президиума РАН от 27.07.2016 № 10108-509 вошёл в число экспертов РАН по специальности «патологическая анатомия».
К числу внеслужебных интересов относится увлечение вопросами истории России XX века. У него есть публикации на исторические темы и выступления на центральных каналах российского телевидения.

## Награды и почётные звания
- Медаль «Ветеран труда»
- Медаль «50 лет Победы в Великой Отечественной войне 1941—1945 гг.»
- Медаль «60 лет Победы в Великой Отечественной войне 1941—1945 гг.»
- Медаль «65 лет Победы в Великой Отечественной войне 1941—1945 гг.»
- Медаль «70 лет Победы в Великой Отечественной войне 1941—1945 гг.»
- Медаль «75 лет Победы в Великой Отечественной войне 1941—1945 гг.»
- Медаль «80 лет Победы в Великой Отечественной войне 1941—1945 гг.»
- Медаль «В память 300-летия Санкт-Петербурга»
- Знак «Жителю блокадного Ленинграда»
- Памятная медаль «В честь 60-летия полного освобождения Ленинграда от фашистской блокады».
- Памятная медаль «В честь 65-летия полного освобождения Ленинграда от фашистской блокады».
- Знак «Заслуженный деятель науки Российской Федерации»
- Серебряная медаль Пармского университета (Италия)
- Медаль Р. Вирхова (Германия)
- Диплом победителя конкурса диагностов-патологов (Инсбрук, 1993)
- Лауреат премии Правительства Российской Федерации в области образования (2008)
- Грамота Президиума РАМН «За плодотворный труд по развитию медицинской науки и здравоохранения» (2011)
- Памятная медаль Учёного совета Военно-медицинской академии им. С. М. Кирова (2013)
- Памятный знак Санкт-Петербурга «В честь 70-летия освобождения Ленинграда от фашистской блокады» (2014)
- Победитель в номинации «Лучшая монография» конкурса СЗГМУ имени И. И. Мечникова за 2013 год (2014)
- Почётный доктор Северо-Западного государственного медицинского университета им. И. И. Мечникова (2016)
- Памятный знак Санкт-Петербурга «В честь 75-летия освобождения Ленинграда от фашистской блокады» (2019)
- Почётный знак «В честь 80-летия полного освобождения Ленинграда от фашистской блокады» (2024)
- Юбилейная медаль «300 лет Российской академии наук» (2024)

## Основные труды
- Аничков Н. М., Толыбеков А. С. Уротелий: норма, воспаление, опухоль. — Алма-Ата: Казахстан, 1987.
- Аничков Н. М., Борисов А. В., Габуния У. А. Лимфатические пути и метастазирование рака. — Тбилиси: Мецниереба, 1990.
- Аничков Н. М., Зиновьев А. С. Морфологические маркеры в диагностике опухолей. — Новосибирск: Изд-во Новосиб. ун-та, 1993.
- Пальцев М. А., Аничков Н. М. Патологическая анатомия. Учебник для медицинских вузов (В 2 т.). — М.: Медицина, 2001 (1-е изд.), 2005 (2-е изд.), 2007 (3-е изд.).
- Пальцев М. А., Аничков Н. М., Рыбакова М. А. Руководство к практическим занятиям по патологической анатомии. — М.: Медицина, 2002.
- Пальцев М. А., Коваленко В. Л., Аничков Н. М. Руководство по биопсийно-секционному курсу. — М.: Медицина, 2002.
- Аничков Н. М., Кветной И. М., Коновалов С. С. Биология опухолевого роста (молекулярно-медицинские аспекты). — СПб: Прайм-ЕВРОЗНАК, 2004.
- Пальцев М. А., Аничков Н. М. Атлас патологии опухолей человека. — М.: Медицина, 2005.
- Пальцев М. А., Аничков Н. М., Коваленко В. Л., Самохин П. А. Справочник по эпонимическим и ассоциативным терминам в патологической анатомии. — М.: Издательский дом «Русский врач», 2006.
- Пальцев М. А., Аничков Н. М., Литвицкий П. Ф. Патология человека: Учебник для медицинских вузов (В 2 т.). — М.: Медицина, 2009.
- Майстренко Н. А., Галкин В. Н., Аничков Н. М. Неэпителиальные опухоли желудка и кишечника. — СПб: Наука, 2010.
- Аничков Н. М. 12 очерков по истории патологии и медицины. — СПб: Синтез бук, 2013.
- Насыров Р. А., Иванов Д. О., Аничков Н. М., Калинина Е. Ю. Патологическая анатомия. Общий курс. — СПб: ФГБОУ ВО СПбГПМУ Минздрава России, 2021, 2024 (2-е изд.).
- Иванов Д. О., Насыров Р. А., Аничков Н. М., Калинина Е. Ю. Выдающийся патолог России Н. Н. Аничков. — СПб: ФГБОУ ВО СПбГПМУ Минздрава России, 2022.